# Akelarre (mythologie basque)
Pour les articles homonymes, voir Akelarre.

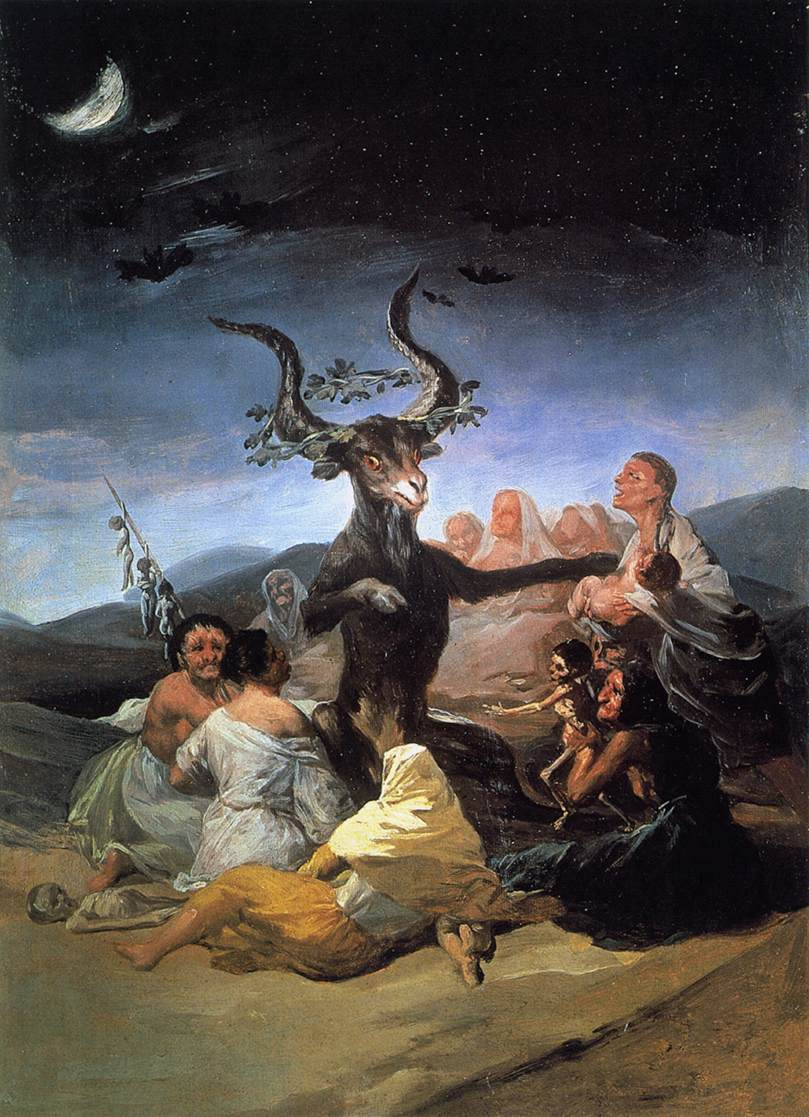
Aquelarre, tableau de Goya (Musée Lázaro Galdiano, Madrid).

Akelarre (du basque aker : « bouc » et larre : « lande »), est le terme basque pour désigner l'endroit où les sorcières (sorginak en basque) célèbrent leurs réunions et rituels et un lieu de la mythologie basque. Sorginzelaia est aussi un autre terme pour parler du champ des sorcières,.
Ce terme a été intégré au castillan (aquelarre) et, par extension, fait référence aux réunions de sorciers et sorcières. Les légendes leur donnent un rôle d'assistants (ce sont quand même très fréquemment des femmes) à la déesse Mari dans sa lutte pour donner un visage au mensonge.

## Rituel

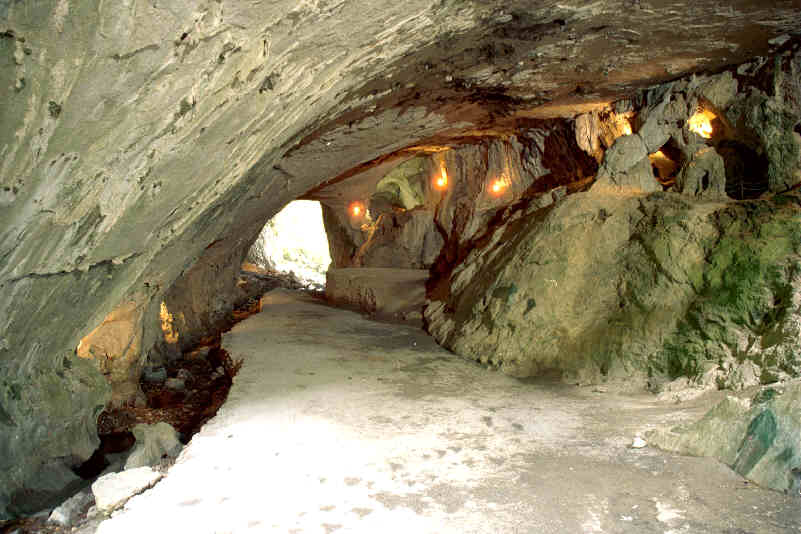
Grotte où se déroulèrent les akelarreak à Zugarramurdi.

Dans la nuit du vendredi dans un lieu appelé souvent Akelarre ou Eperlanda (prés de la perdrix), les sorginak célébraient des rites magico-érotiques. Lors de ces célébrations, les cohortes de sorcières vénéraient généralement un bouc noir (akerbeltz en basque), auquel on a associé le culte de Satan, afin d'obtenir des richesses et des pouvoirs surnaturels. Un des akelarre les plus connus est celui célébré dans la grotte de Zugarramurdi (Navarre). On donna au rite le nom du lieu où il se célébrait. Akelarre est le nom du pré situé devant ladite grotte.

## Histoire

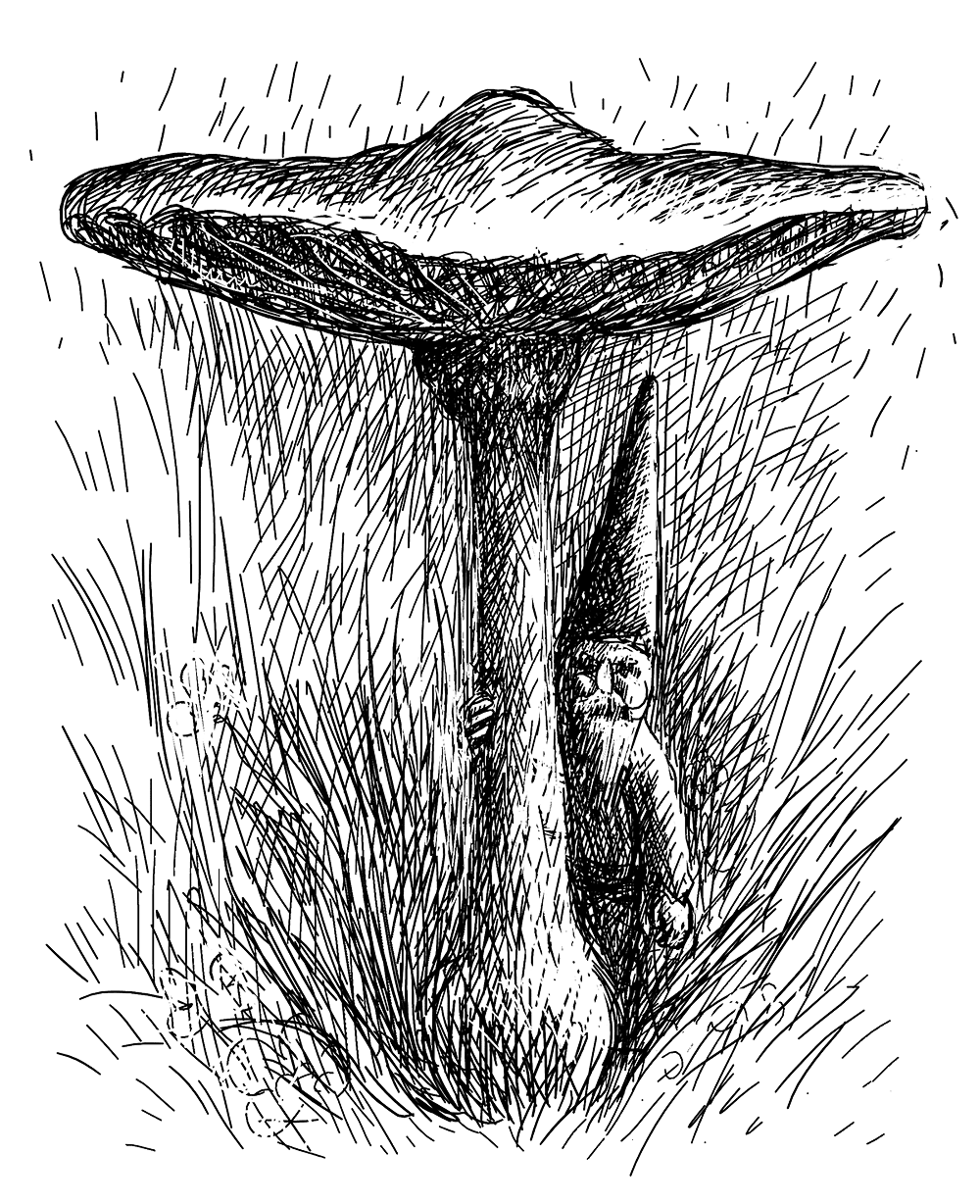
Un génie sous un champignon

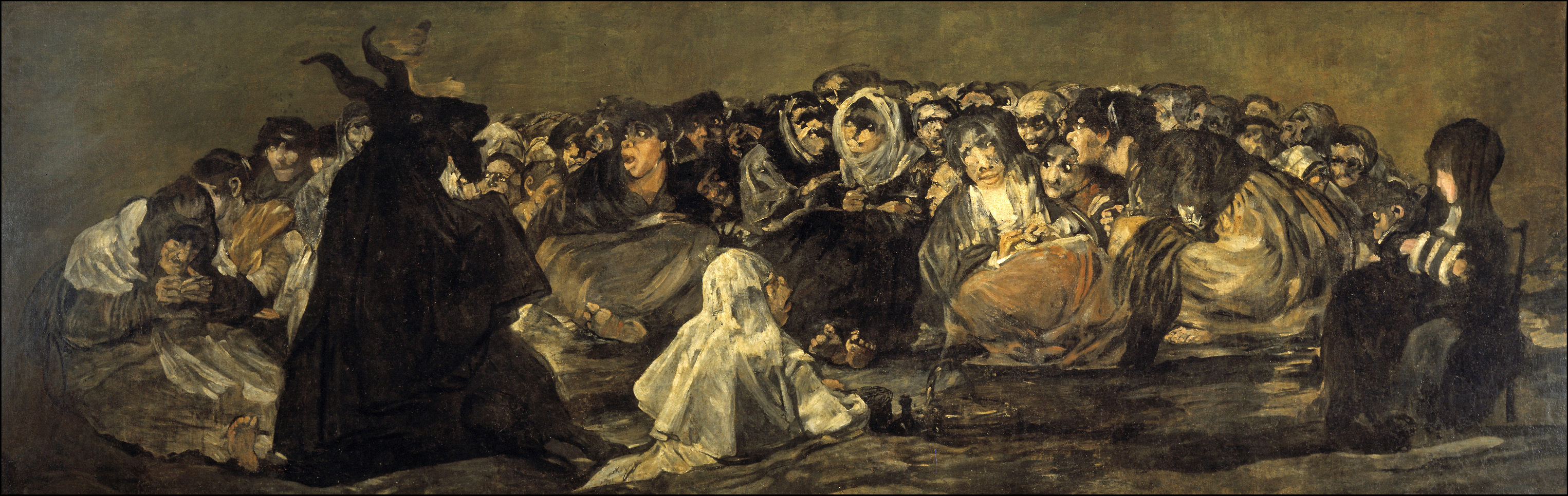
Akelarre, tableau de Goya.

Du point de vue anthropologique, les akelarreak (pluriel en basque) sont des réminiscences de rites païens qui se célébraient clandestinement car non autorisés par les autorités religieuses de l'époque.
Lors des sabbats, les sorginak (sorcières) se rassemblaient pour chanter, danser, jouer de la musique et festoyer, dans des akelarre, lieux le plus souvent isolés et au clair de lune, et tout cela en l’honneur de la nature incarnée par le Dieu Cornu ou Akerbeltz. Les drogues sont d'usage courant lors de ces banquets et orgies car le but est d'entrer en transe afin de se rapprocher des dieux. Les différentes voies d'administrations de substances hallucinogènes n'étaient pas très maitrisées. Lorsque la quantité administrée pouvait approcher la dose létale, elle devenait très dangereuse par voie orale.
Les solanacées sont des plantes utilisées par les sorginak qui en usent avec prudence, car mortelles à forte dose. Ainsi elles fabriquaient des onguents de vol sur une base de graisse animale à laquelle elles ajoutaient de la mandragore, belladone et autre datura et jusquiame, riches en substance hallucinogène, mais puissamment toxiques. Les principes actifs de ces solanacées sont les alcaloïdes tropaniques,. Associés à la graisse, cela permettait une absorption rapide. Une fois dans le sang, la scopolamine frappait le cerveau et provoquait des hallucinations semblables à la sensation de voler.
C'est pour cela que ces substances enduites sur un balai, un bâton ou un petit pinceau étaient sous forme d'onguent, puis appliquées aux muqueuses du vagin ou par voie rectale. C'est ainsi que la légende des sorcières avec un balai est née. Cette façon sécuritaire de se droguer a pu être à l'origine de légendes sur le caractère sexuel de ces réunions de sorcières. 
L'utilisation d'autres ustensiles comme le chaudron pour la préparation de potions, ainsi que les crapauds font partie de l'imagerie associée au monde de la sorcellerie. En effet, de nombreux crapauds vénéneux ont une peau qui est également hallucinogène par contact.
On retrouve quelque chose de semblable au sujet des champignons vénéneux, comme l'Amanita muscaria, plus connue sous le nom d'« amanite tue-mouches », associée dans les contes pour enfants au lieu où vivent les génies. Ainsi la culture populaire et internationale de représenter les sorcières avec un balai entre les jambes aurait pour base et origine logique le Pays basque.

### Filmographie
- Akelarre (1984)
- Les Sorcières d'Akelarre (2020)
- Filles du feu (2023)